# ムービーパス
ムービーパス（MoviePass）は、かつて存在したアメリカの企業。

## 概要
月定額料金で映画館の映画鑑賞が見放題になるサービスを提供していた。2011年に設立後、サンフランシスコの映画館でベータ版サービスを開始し、2012年にアメリカ全域でベータ版を公開した。月20ドルで見放題と、月100ドルで3D上映を含めた見放題のサービスを展開した。

## 歴史
- 2016年9月 - 内容が変更となり月2回、月3回、24時間ごとに1回のみ、の3週類のプランに変更された。
- 2017年8月 - 合併と事業変更を繰り返し続けてきたインドのコンサル会社、ヘリオス・アンド・マゼソン（Helios and Matheson）により91%の株を買収された。料金プランを変更し24時間ごと1回のみ利用可能な10ドルのプランを発表した。2018年2月までに200万人、2018年6月までに300万人の有料利用者を集めたと発表した。
- 2018年 - ムービーパス・ベンチャーズ（MoviePass Ventures）の名前で映画を製作することを発表。イギリスと共同制作の犯罪映画「アメリカン・アニマルズ」、マフィア伝記映画「ギャング・イン・ニューヨーク」、大学で起きた殺人事件を描いた映画「The Row」（日本未公開）の3作品を製作公開したが、いずれも3作品は興行成績は制作予算と広告費に及ばず、批評家からも低評価だった。
- 2018年4月 - 「F.R.A.T./戦慄の武装警察」「沈黙の傭兵」「ザ・スナイパー」「ボーダー」などを製作した映画会社、イミット・ファーラ・オアシス・フィルムズ（Emmett/Furla/Oasis Films）の株式の半分を買収、ムービーパス・フィルムズ（MoviePass Films）に名称を変更した。
- 2019年8月 - ムービーパス利用者のクレジットカード番号などが流出した。ムービーパスのウェブサイトのサブドメインから流出したもので、データベースには1億6100万件の情報が記録されていたという。
- 2019年9月14日 - ムービーパスは事業を完全停止した。